# زوبتشیتسه
زوبتشیتسه (به لاتین: Zubčice) یک منطقهٔ مسکونی در جمهوری چک است که در شهرستان چسکی کروملوف واقع شده‌است.